# Podmořská erupce

Znázornění podvodní erupce:
1. oblak vodní páry
2. voda
3. podloží dna
4. lávový proud
5. sopouch
6. magmatický krb
7. žíla
8. polštářová láva

Podvodní erupce je typ sopečného výbuchu, který probíhá pod vodní hladinou. Vyskytuje se jak na okrajích tektonických desek (v tzv. subdukčních zónách, riftových zlomových liniích), tak i uprostřed desek (u tzv. horkých skvrn). Tvoří 70–80 % veškerých erupcí na Zemi. Zpravidla se odehrává na středooceánských hřbetech (rift).

## Pozorování
V důsledku ztížené přístupnosti jsou ještě méně prozkoumané než subglaciální sopky. Postupný vývoj technologií však pomohl podvodní sopky lépe prostudovat, ale stále nejsou jasné všechny jejich mechanismy a procesy. Například středooceánské hřbety jsou nejaktivnějšími vulkanickými systémy na Zemi, ovšem jen 5 % z jejich délky bylo podrobně prozkoumáno.
Počáteční znalosti o těchto erupcích se získaly prostřednictvím vulkanických hornin, které byly odebrány z mořského dna při opravách transatlantického telegrafního kabelu na konci 19. století. V poslední době se ke studiu používají dálkově ovládané ponorky, které mohou s pomocí operátora provádět průzkumy mořského dna. Použití hydrofonů pak umožňuje přímo detekovat probíhající sopečné erupce, díky čemuž mohou být na místo ihned vyslány vědecké týmy. Další nástroje ke zkoumání zahrnuje monitorování seismické činnosti či akustických vln.
S rostoucím pokrokem lze pozorovat aktivní podmořské sopky ve stále větších hloubkách. Například erupce West Maty v hloubce 1 100 m, poblíž Samojských ostrovů.

## Druh činnosti

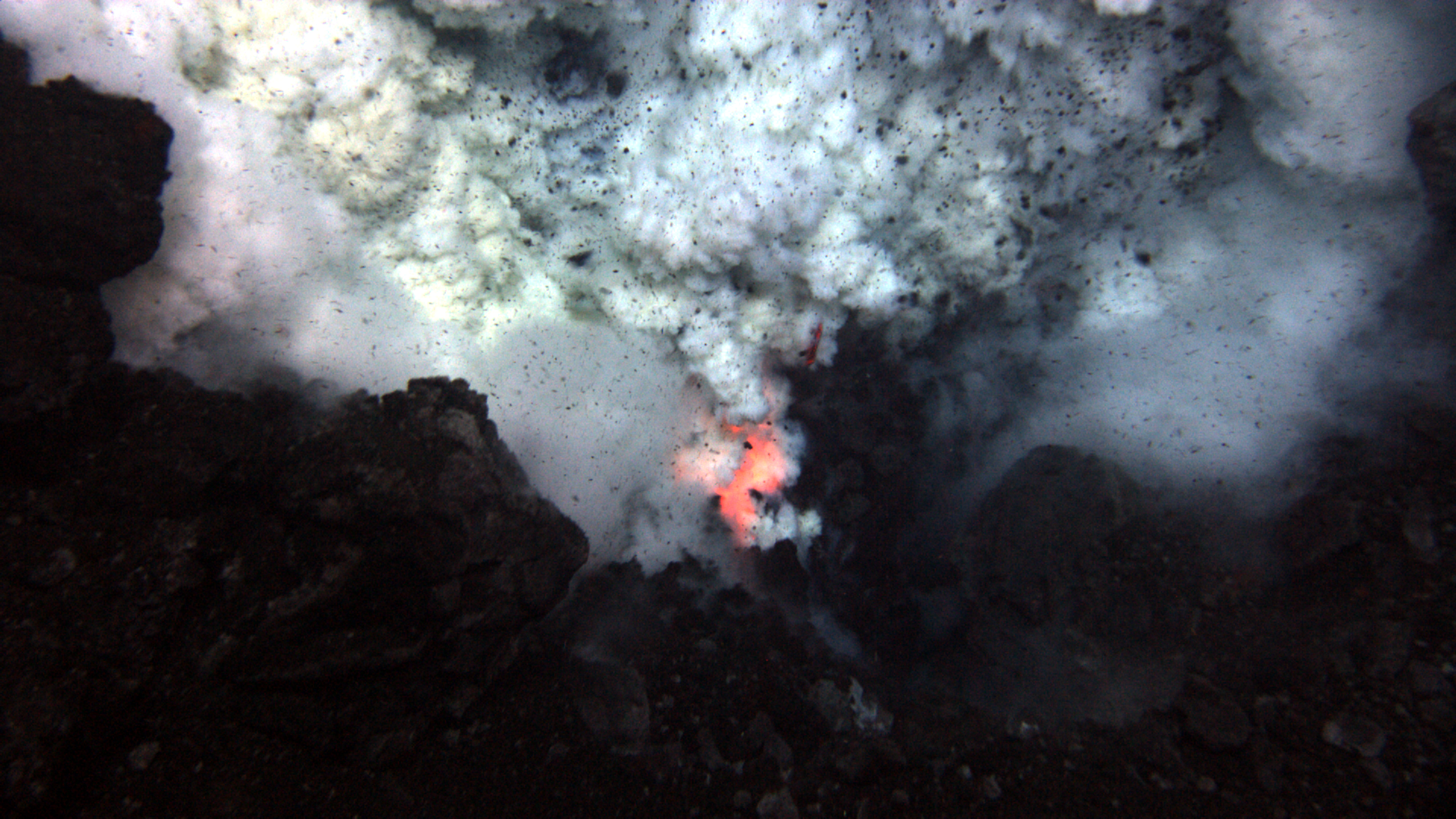
Explozivní erupce ve hloubce 1100 metrů (West Mata, Samojské ostrovy)

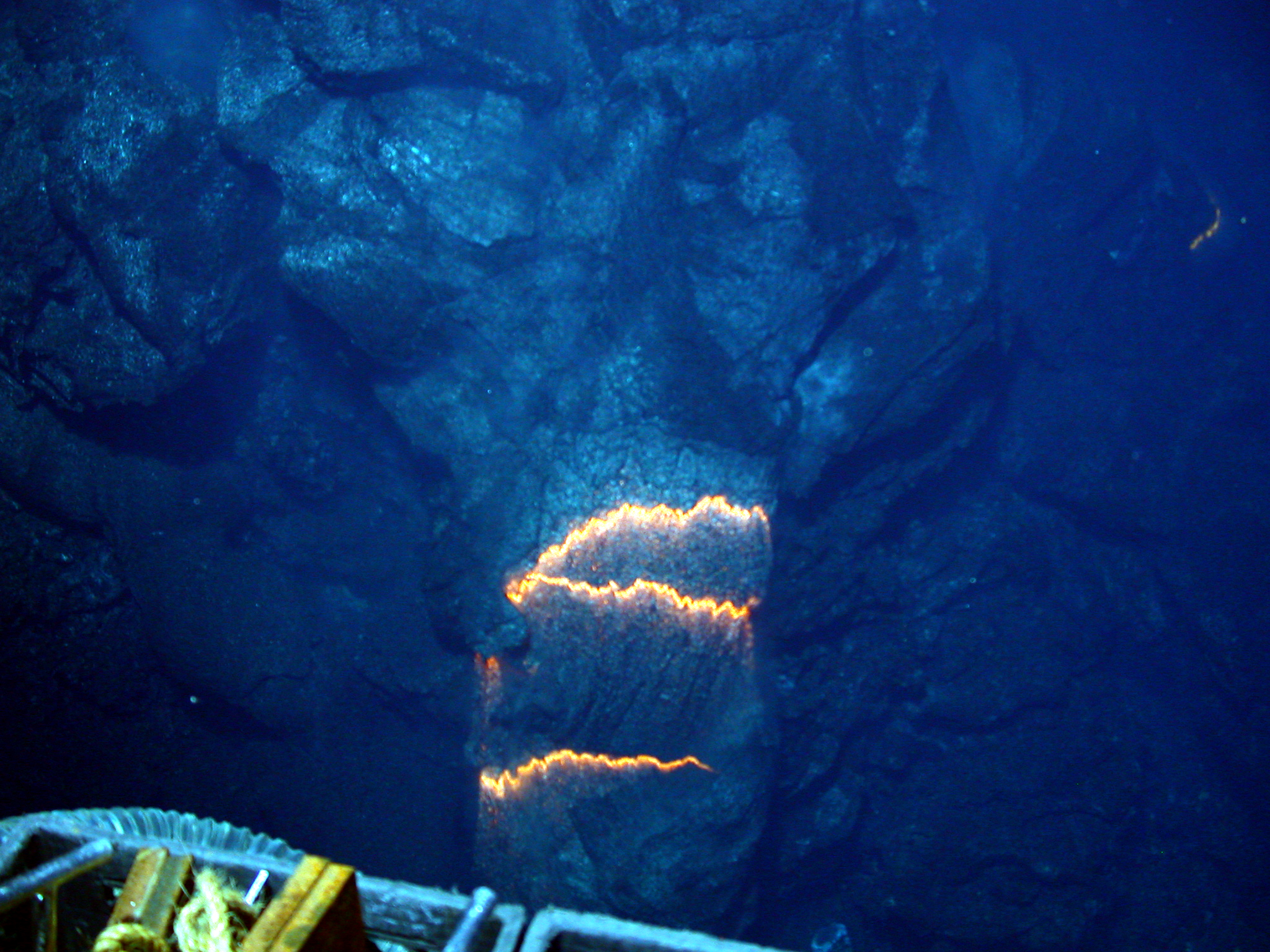
Efuzivní erupce, West Mata

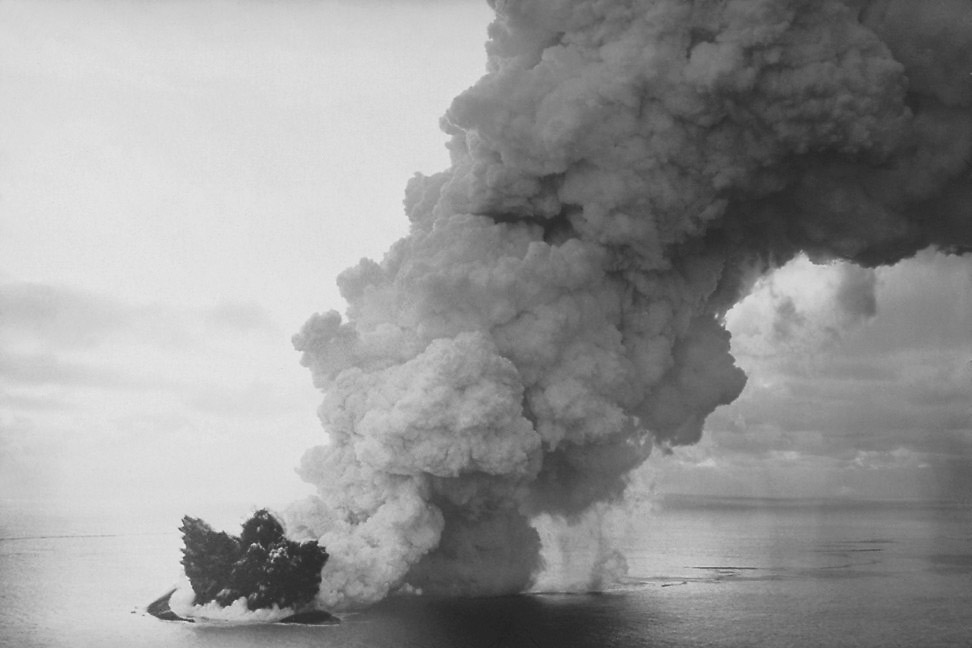
Erupce surtseyského typu, které daly vzniknout stejnojmennému ostrovu

Voda během podvodní erupce způsobuje, že magma chladne a tuhne mnohem rychleji, než by tomu bylo na souši. Výsledné produkty láv suchozemských a podvodních sopek se liší, zejména v tvaru a textuře. Při kontaktu s vodou se kolem lávy vytvoří pevná kůra. Do ní ihned začne proudit další láva, která vytvoří tzv. polštářovou lávu. Dalším produktem je například vulkanické sklo.

### Hluboké erupce
Sopečná činnost ve větších hloubkách může probíhat několika způsoby. Závisejí na několika proměnných: viskozita magmatu, hloubka, rychlost výtoku a obsahu plynů. Značný vliv má hloubka a tedy působení hydrostatického tlaku vodního sloupce. Ten částečně zmírňuje explozivní erupce a magma má větší tendenci se na povrch dostávat efuzivní (výlevnou) erupcí. Ovšem je-li v něm dostatečný tlak, explozivní erupce přece jen nastanou. Potvrzují to nálezy Pelého vlasů nebo vulkanických struktur zhroucených do kalder. V subdukčních zónách jsou tyto bouřlivější projevy častější než u středooceánských hřbetů.
U bazaltových láv je výbušná aktivita potlačena již v hloubce 500 m. Ovšem u mnohem viskóznější ryolitové, která je schopná být až extrémně výbušná, je absolutní potlačení až v hloubce 2 300 m.

### Mělké erupce
V méně hlubokých vodách obecně platí, že výbušná aktivita je běžnější. Do procesu se zde přičítá reakce magmatu s vodou, která není dostatečně tlumena hydrostatickým tlakem. Mezi takové řadíme třeba surtseyskou erupci. Během ní se také vytváří velké množství vodní páry a pemzy. Například u šest dní trvající nepřetržité erupce indonéské sopky Krakatoa v prosinci 2018 bylo tvořeno mračno páry, které obsahovalo až 5x více vody než běžný bouřkový mrak. Vznikly tím příznivé podmínky pro extrémně intenzivní bleskovou aktivitu, soustředěná na malou oblast kolem sopky. Za 6 dní bylo zaznamenáno přes 100 tisíc výbojů.
Dalším příkladem této hydrovulkanické erupce je i Fukutoku-Okanoba poblíž Japonska, jejíž aktivita byla pozorována téměř celé století. V jejím okolí se zaznamenalo mračno páry a popela, zabarvení mořské vody nebo plovoucí ostrůvky pemzy.
Roku 1650 došlo k erupci podmořské sopky Kolumbo poblíž řeckého ostrova Théra v Egejském moři. Vulkán, původně skrytý těsně pod hladinou se krátkodobě dostal nad ní a vyvolal mnohem nebezpečnější typ pyroklastického proudu. V něm převažovala plynná složka, díky čemuž se snadněji šířil do okolí. Žhnoucí smršť, ženoucí se rychlostí přes 100 km/h, překonala bez problémů mořskou hladinu díky tenkému polštáři vodní páry a zasáhla tak obydlený ostrov Théra. Bylo okamžitě usmrceno 70 osob a mnoho zvířat. Poté došlo k zhroucení sopky do její kaldery, což vyvolalo vlnu tsunami, páchající škody až ve vzdálenosti 150 km.
Mělké erupce mohou taktéž vést k vytvoření nových ostrovů. Nejznámější je Surtsey u jižního pobřeží Islandu, který erupcemi v letech 1963–1967 dosáhl maximální rozlohy 2,7 km². K podobnému budování ostrovů dochází poměrně často, nicméně vzhledem k malé odolnosti a značnému eroznímu účinku oceánů ostrovy nevydrží příliš dlouho.